# José María Asencio
José María Asencio Gallego (Alacant, 1988) és un magistrat, professor universitari, consultor internacional, columnista, crític i escriptor valencià, resident a Catalunya. Doctor Honoris Causa per la Universitat Nacional Hermilio Valdizán.
És el titular del Jutjat Penal Núm. 11 de Barcelona i va ser portaveu i coordinador de Jutgesses i Jutges per a la Democràcia a Catalunya en dos períodes, des de l'any 2017 al 2019 i durant l'any 2022.

## Biografia
José Maria Asencio va estudiar Dret a la Universitat d'Alacant i l'any 2013 va accedir per oposició a la Carrera Judicial.
Ha estat cap de l'Àrea de Relacions Externes i Institucionals de l'Escola Judicial del Consell General del Poder Judicial i, en l'àmbit de la consultoria i la cooperació internacional, ha treballat per a la reforma judicial en diversos països; entre ells, Perú, Jordània o Turquia.
Doctor en Dret a la Universitat de Salamanca i Doctor Honoris Causa a la Universitat Nacional Hermilio Valdizán, exerceix de professor de Dret Penal, Processal i Criminologia a la Universitat de Barcelona, a la Universitat Autònoma de Barcelona, a la Universitat Abat Oliba CEU, a la Universitat d'Alacant i a l'Institut de Seguretat Pública de Catalunya.
Col·labora habitualment amb diversos mitjans de comunicació: El Punt Avui, Diario 16, ABC, El Español, El Debate, Huffington Post, La Razón o Metrópoli Abierta. A més, és columnista en diversos diaris de Premsa Ibérica, entre els quals destaquen l'Información d'Alacant, el Córdoba o La Opinión de Málaga, i en Prensa Pitiusa, en el Periódico de Ibiza y Formentera.
És conegut per les seves intervencions en defensa dels drets fonamentals, en contra de les restriccions a llibertat de moviment i d'expressió durant la pandèmia de la Covid 19 i a favor de legalització del cannabis. Tot i que, a més dels seus escrits sobre temes d'actualitat, destaquen les seves crítiques de cinema, literàries, teatrals i musicals en els mitjans esmentats i en revistes especialitzades.
L'any 2020 va publicar la novel·la En busca de la irrealidad, editada en llengua castellana a Espanya, Perú i El Salvador. Una història ambientada al barri del Raval de Barcelona, que reivindica el seu lloc en la història i cultura de la ciutat.
El 2022, juntament amb altres juristes, tals com Baltasar Garzón o Manuela Carmena, va participar en el llibre solidari 101 relats judicials, els beneficis del qual es van destinar a les escoles d'Ucraïna.
Molt vinculat al món de la música i, en general, de la cultura, va organitzar, juntament amb el cineasta Ventura Pons, diversos cicles de cinema en els Cinemes Texas de Barcelona des de l'any 2017 fins al seu tancament el 2020. Ha participat en ponències amb en Lluís Llach i va fer un programa de podcast amb el filòsof Jordi Pigem.
Ha actuat com a cantant, acompanyat de l'Orquestra Simfònica d'Alacant, en els concerts homenatge al poeta Miguel Hernández, en el centenari del seu naixement.
És president de la penya de música barroca del Cercle del Liceu de Barcelona.

## Obres publicades
Novel·les
- En busca de la irrealidad (ECU, 2020). ISBN 9788417924751.

Llibres de relats
- 101 relatos judiciales (en coautoria amb altres juristes) (Editorial Vinatea, 2022). ISBN 9788412613803.

Llibres de dret
- Dimensión ética del Derecho Procesal (com a coordinador, juntament amb en David Vallespín Pérez) (Juruá. 2022). ISBN 9789897128691.
- Delitos contra la libertad e indemnidad sexual (en coautoría amb en Ignacio González Vega) (Juruá, 2019). ISBN 9789897125850.
- El derecho al silencio como manifestación del derecho de defensa (Tirant lo Blanch, 2017). ISBN 9788491692218.
- Juicio oral en la Ley de Enjuiciamiento Criminal Española (Juruá, 2017). ISBN 9789897124327.